# Bosquerola tropical
La bosquerola tropical (Setophaga pitiayumi) és un ocell de la família dels parúlids (Parulidae).

## Hàbitat i distribució
Habita la selva pluvial, boscos i matoll de les terres baixes i turons des del sud de Texas i Mèxic cap al sud fins Panamà, i des de Colòmbia, Veneçuela, incloent l'illa Margarita, Trinitat, Tobago i Guaiana, cap al sud, per l'oest dels Andes fins al nord-oest del Perú i per l'est dels Andes, excepte l'Amazònia, fins l'est del Perú, Bolívia, Paraguai, Uruguai sud del Brasil i nord de l'Argentina.

## Taxonomia
Alguns autors consideren que la varietat de les l'illa Socorro, a les Revillagigedo (Mèxic), és una espècie de ple dret:
- Setophaga graysoni (Ridgway, 1887) - bosquerola de l'illa de Socorro[2]